# Антигона
Вижте пояснителната страница за други значения на Антигона.
Антигона (на гръцки: Αντιγόνη) е героиня от древногръцката митология. Дъщеря от кръвосмесителната връзка на Едип със собствената му майка, Йокаста. Тя е сестра на Етеокъл, Полиник и Исмена.
Антигона съпровожда баща си при неговото доброволно изгнание в Колон, град в Атика, а след смъртта му се връща в Тива. Годеница е на Хемон, сина на Креон.

Тя погребва тялото на брат си Полиник, който е загинал в поход на Седемте срещу Тива, въпреки забраната за това, наложена от Креон, новия владетел на Тива. За това нарушение на неговата заповед, Креон я осъжда да бъде погребана жива и тя се обесва. Това довежда до отчаяние годеника ѝ, Хемон, сина на Креон, и той се самоубива.

## Автори на историята на Антигона
Историята на Антигона е разказана и пресъздадена от:
- Софокъл („Антигона“, „Едип в Колон“),
- Еврипид,
- Карл Орф (опера „Антигона“),
- Жан Кокто – Антигона, пиеса
- Микис Теодоракис (опера „Антигона“)